# Ermal Meta
Ermal Meta (Fier, 20 aprile 1981) è un cantautore, compositore e polistrumentista albanese naturalizzato italiano.
Dopo l'esperienza come componente dei gruppi Ameba 4 e La Fame di Camilla nel corso degli anni duemila, a partire dal 2013 ha intrapreso la carriera da solista, pubblicando quattro album in studio e vincendo il Festival di Sanremo 2018 in coppia con Fabrizio Moro con il brano Non mi avete fatto niente. Nello stesso anno ha rappresentato insieme a Moro l'Italia all'Eurovision Song Contest, svoltosi a Lisbona, classificandosi poi in quinta posizione.

## Biografia

### Primi anni
Nato a Fier, in Albania, all'età di 13 anni si è trasferito con la madre, il fratello e la sorella a Bari, troncando ogni rapporto con il padre, da lui definito violento. Cresciuto ascoltando musica classica (la madre è violinista professionista, primo violino dell'orchestra di Fier), ha cominciato a suonare a 16 anni pianoforte e chitarra e ha fatto parte di vari gruppi prima di entrare a fare parte degli Ameba 4, in qualità di chitarrista, affiancato da Fabio Properzi alla voce e chitarra, Tullio Ciriello al basso e Luca Giura alla batteria. Tale gruppo ha preso parte al Festival di Sanremo 2006 nella sezione Giovani con il brano Rido... forse mi sbaglio, venendo tuttavia eliminato alla prima serata. Il brano è stato successivamente inserito nel loro unico album, intitolato Ameba 4 e prodotto dalla Sugar Music di Caterina Caselli. Poco dopo la band si sciolse.

### La Fame di Camilla

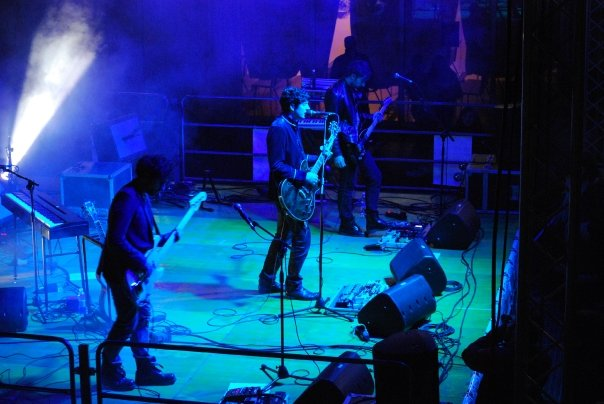
Ermal Meta in concerto con La Fame di Camilla nel 2010

Nel 2007 Meta ha fondato a Bari il gruppo La Fame di Camilla, con i quali realizza i tre album in studio La Fame di Camilla (2009) Buio e luce (2010) e L'attesa (2012). Sin dagli esordi il gruppo è stato protagonista di un'intensa attività dal vivo che li ha portati ad esibirsi presso eventi di rilevanza nazionale, come il Festival di Sanremo 2010, presentando in gara nella sezione Giovani il brano Buio e luce, il Tour Music Fest, in cui vincono il premio di "Band of the Year", e l'Heineken Jammin' Festival, suonando sullo stesso palco di Stereophonics, The Cranberries e Aerosmith.

### Carriera solista

#### Autore per altri artisti
In seguito allo scioglimento de La Fame di Camilla, Meta ha intrapreso l'attività di autore che nel corso degli anni lo ha portato a scrivere brani per molti interpreti italiani come Emma, Francesco Renga, Patty Pravo, Chiara Galiazzo, Marco Mengoni, Francesca Michielin, Francesco Sarcina, Red Canzian, Giusy Ferreri e Lorenzo Fragola oltre ad aver curato gli arrangiamenti di alcuni brani per i Negrita e per i già citati Renga e Sarcina.
Nel 2013, in occasione dell'annuale Festival di Sanremo, la cantante Annalisa ha presentato i brani Scintille e Non so ballare, quest'ultimo scritto da Meta. Nel corso del 2013, Meta ha scritto insieme a Niccolò Agliardi il brano Non mi interessa per Patty Pravo, con la quale ha realizzato un duetto; nello stesso anno ha inoltre composto i brani Pronto a correre, 20 sigarette e Natale senza regali per Marco Mengoni, presenti nell'album di quest'ultimo Pronto a correre.
Agli inizi del 2014 realizza il brano Tutto si muove, inserito nella colonna sonora della serie televisiva Braccialetti rossi, mentre il 22 ottobre dello stesso anno esce in rotazione radiofonica il suo singolo di debutto Lettera a mio padre. Nello stesso anno ha realizzato in duetto con Niccolò Agliardi il brano Volevo perdonarti, almeno, presente nella colonna sonora Braccialetti rossi 2. Al termine del 2014 ha firmato insieme a Gianni Pollex il singolo Straordinario di Chiara, presentato da quest'ultima al Festival di Sanremo 2015; sempre nello stesso periodo torna a collaborare con Marco Mengoni per la stesura dei brani Invincibile (scritto insieme a Matteo Buzzanca), La neve prima che cada e Io ti aspetto (scritti con Dario Faini) inseriti nell'album del 2015 di Mengoni Parole in circolo.
Nel 2015 ha scritto per Lorenzo Fragola i testi di due brani tratti dall'album 1995, La nostra vita è oggi e Resta dove sei, per poi partecipare in veste di produttore insieme a Fabrizio Ferraguzzo e Roberto Cardelli alla realizzazione del secondo album da solista di Francesco Sarcina de Le Vibrazioni, Femmina, nel quale sono presenti i brani Un miracolo (scritto con Antonio Filippelli), l'omonimo Femmina (composto insieme a Sarcina) Ossigeno e Benvenuta nel mondo, i cui testi sono scritti da Meta. Sempre nello stesso anno partecipa alla composizione dei singoli Occhi profondi e Arriverà l'amore per Emma Marrone.

#### Umano
Il 19 novembre 2015 è stata annunciata la pubblicazione del singolo Odio le favole, uscito il 27 dello stesso mese; in quest'ultima data, Meta ha preso parte a Sanremo Giovani 2015, venendo selezionato tra le Nuove Proposte del Festival di Sanremo 2016. Il singolo raggiunge la 66ª posizione nella classifica dei singoli più venduti in Italia.
Il 5 febbraio 2016 è stato pubblicato il primo album in studio del cantante, intitolato Umano e che ha debuttato alla 45ª posizione degli album più venduti in Italia.

#### Vietato morire
Nel 2017 Meta ha preso parte al sessantasettesimo Festival di Sanremo nella sezione "Big" con il brano Vietato morire, con il quale è giunto terzo. Pubblicato l'8 febbraio 2017, esso ha anticipato il secondo album in studio, anch'esso intitolato Vietato morire e uscito due giorni più tardi.
Nel corso della manifestazione sanremese, il cantautore ha vinto il premio di miglior cover nella serata del giovedì interpretando Amara terra mia di Domenico Modugno, mentre in quella conclusiva si è aggiudicato il Premio della Critica "Mia Martini".
A due settimane dalla manifestazione sanremese, Vietato morire è salito al primo posto degli album più venduti in Italia. Il disco è stato promosso nel corso dell'anno anche dai singoli Ragazza paradiso, Voodoo Love (presentata in una versione con i Jarabe de Palo) e Piccola anima, quest'ultimo in collaborazione con Elisa.
Nel mese di marzo Meta è stato scelto come giudice della sedicesima edizione del talent show Amici di Maria De Filippi. Il 12 novembre successivo Meta ha vinto il premio Best Italian Act agli MTV Europe Music Awards 2017.

#### Non abbiamo armi

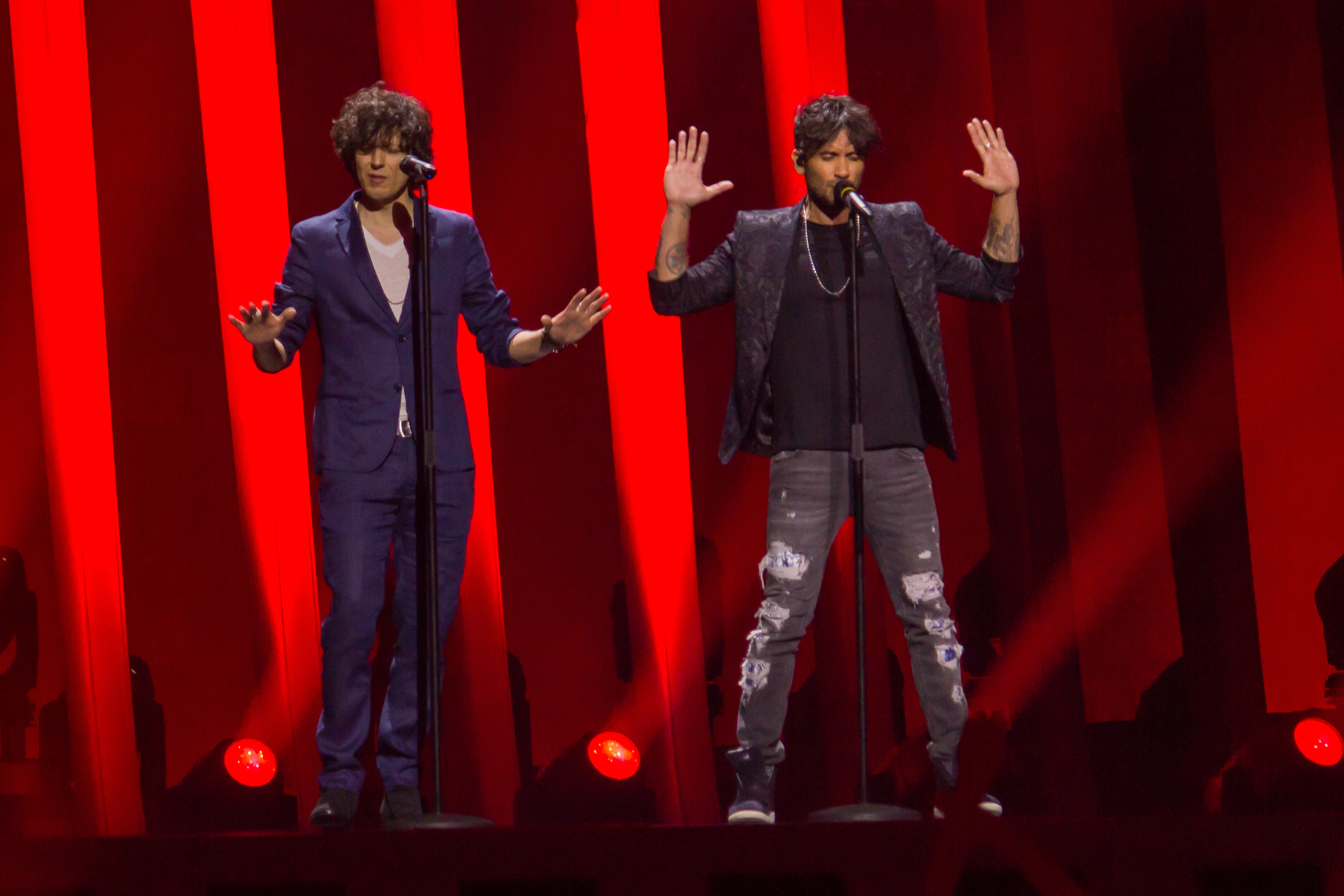
Ermal Meta con Fabrizio Moro all'Eurovision Song Contest 2018

Nel dicembre 2017 Meta ha rivelato di aver terminato le lavorazioni al terzo album in studio, che sarebbe stato pubblicato in concomitanza con la sua partecipazione al Festival di Sanremo 2018. Nel gennaio 2018 ha annunciato il titolo, Non abbiamo armi, e pubblicato la relativa copertina.
In occasione del Festival di Sanremo 2018 il cantautore ha presentato il brano Non mi avete fatto niente in coppia con Fabrizio Moro, il cui testo è stato scritto dai due insieme ad Andrea Febo in seguito all'attentato di Manchester al concerto di Ariana Grande. Il brano è infine risultato il vincitore della manifestazione. In qualità d'interprete della canzone vincitrice del Festival, Meta è stato automaticamente designato, insieme a Fabrizio Moro, come rappresentante dell'Italia all'Eurovision Song Contest 2018 a Lisbona, classificandosi poi in quinta posizione.
Non abbiamo armi ha debuttato in vetta alla Classifica FIMI Album ed è stato presentato per la prima volta dal vivo il 28 aprile al Mediolanum Forum di Assago in occasione di un concerto speciale dove il cantante si è esibito con ospiti d'eccezione, quali Antonello Venditti, Elisa e il suo precedente gruppo La Fame di Camilla.
Oltre al successivo tour, il disco è stato promosso anche dai singoli Dall'alba al tramonto, Io mi innamoro ancora e 9 primavere, entrati in rotazione radiofonica tra aprile e ottobre 2018.

#### Collaborazioni eTribù urbana
Nel 2019 ha ricoperto il ruolo di autore per il cantante Alberto Urso, scrivendo i brani Il mondo tranne me e Resta per sempre, entrambi contenuti in Il sole ad est. L'anno successivo Meta ha aderito al supergruppo Italian Allstars 4 Life che ha riunito oltre cinquanta artisti italiani per l'incisione del brano Ma il cielo è sempre blu, cover corale del brano di Rino Gaetano. I ricavati del singolo, pubblicato l'8 maggio, sono stati devoluti alla Croce Rossa Italiana per sostenere Il Tempo della Gentilezza, progetto a supporto delle persone più fragili colpite dalla pandemia di COVID-19. In occasione del Concerto del Primo Maggio Meta ha presentato il singolo inedito Finirà bene, pubblicato nello stesso giorno, e partecipato a quello di Bugo, Mi manca, anch'esso pubblicato in tale data.
Il 15 gennaio 2021 è stato presentato il singolo No Satisfaction, volto ad anticipare il suo quarto album. Intitolato Tribù urbana, il disco è stato pubblicato il 12 marzo dello stesso anno e include nella lista tracce anche l'altro singolo Un milione di cose da dirti, presentato al 71º Festival di Sanremo, dove si è classificato terzo ed è risultato vincitore del premio per la migliore composizione musicale dedicato a Giancarlo Bigazzi.
Il 26 novembre dello stesso anno, Meta ha pubblicato il singolo inedito Milano non esiste, a cui ha fatto seguito, il 4 marzo 2022, Una cosa più grande, in collaborazione con Giuliano Sangiorgi.

#### Buona fortuna
Il 3 maggio 2024 è stato pubblicato il quinto album Buona Fortuna, anticipato dai singoli Male più non fare con Jake La Furia, L'unico pericolo e Mediterraneo. Sulla copertina, da una balena bianca partono dodici fili, undici bianchi e uno rosso, che si uniscono alle altrettante tracce che compongono album, ad ognuna delle quali è associato un simbolo. Il filo rosso conduce all'omonimo Buona fortuna, rappresentato da una bussola.

### Altre attività
Nel 2022 ha pubblicato il libro Domani e per sempre, edito da La nave di Teseo e ambientato in Albania durante la seconda guerra mondiale.
Nel 2024 e nel 2025 ha condotto il Concerto del Primo Maggio insieme a Noemi (i due nel 2025 erano affiancati da BigMama). 

## Stile musicale

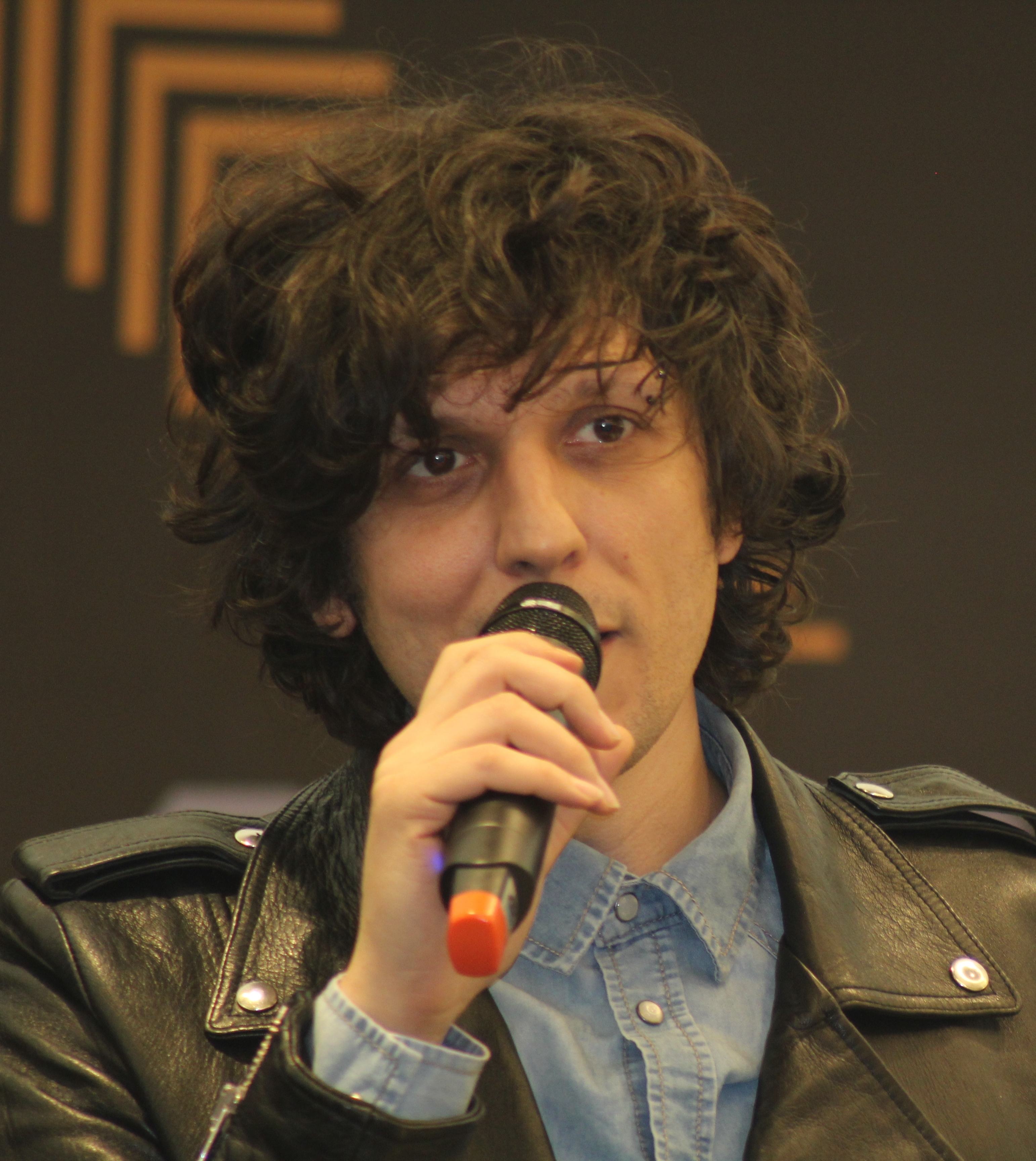
Ermal Meta a Massa nel 2018

Durante la sua attività con La Fame di Camilla, Meta si è distinto con sonorità pop e pop rock moderne influenzate dal rock alternativo e dall'indie rock; la loro musica era accompagnata da un cantautorato introspettivo, da un apporto strumentale simile a quello dei Coldplay e degli U2 e da arrangiamenti simili a quelli di Francesco Renga e dei Verdena. Per quanto riguarda la carriera da solista si è invece caratterizzato con uno stile pressoché pop lineare ed orecchiabile, pur influenzato da elementi dance pop, synth pop elettropop e sperimentali. Un vago richiamo allo stile del gruppo è riconducibile al singolo No Satisfaction, contenuto nel suo quarto album Tribù urbana.
Il suo album di debutto, Umano si caratterizza per un pop lineare in cui i testi affrontano i dolori personali del cantautore. Con il successivo Vietato morire l'artista continua a scrivere testi autobiografici alternando sonorità pop acustiche, elettroniche ed orchestrali; nella scelta del genere è stato acclamato il talento del cantautore nel riuscire a realizzare musica pop leggera ed orecchiabile. Il terzo album Non abbiamo armi è caratterizzato da testi pessimisti e ottimisti interpretati sullo schema della ballata alternati a quelli uptempo. Non mancano anche qui le influenze rock ed elettroniche.
Nel 2019, con il singolo Ercole, il cantautore ha mostrato la propria parte tendente alla musica sperimentale con un brano denso di elettronica che ha caratterizzato successivamente il suo quarto album. Tribù urbana è considerato l'album più sperimentale del cantante, in cui il suo pop si fonde con maggiori influenze rock ed elettroniche. Dal punto di vista dei testi, il cantautore ha mostrato una grande evoluzione, siccome ha realizzato il suo primo concept album.

### Influenze musicali
Il cantante ha affermato di essere stato influenzato da Thom Yorke (frontman dei Radiohead) ed ha aggiunto che il suo sogno più grande sarebbe cantare assieme a lui. Meta ha omaggiato il cantante con una sua interpretazione di Pyramid Song e Harrowdown Hill.

## Vita privata
Meta è legato sentimentalmente a Chiara Sturdà,: da lei ha avuto una figlia, Fortuna Marie, nata il 19 giugno 2024 e a cui è dedicato l'album Buona fortuna. L'artista ha anche altre due figlie, che ha adottato nel 2025.
Avendo molto sofferto sotto la dittatura di Enver Hoxha nel paese di nascita, come ha spiegato in Domani e per sempre, Ermal Meta è anticomunista, tuttavia non si considera né di destra né di sinistra.

## Discografia

### Da solista
Album in studio
- 2016 – Umano
- 2017 – Vietato morire
- 2018 – Non abbiamo armi
- 2021 – Tribù urbana
- 2024 – Buona fortuna

Album dal vivo
- 2019 – Non abbiamo armi - Il concerto

### Con gli Ameba 4
- 2006 – Ameba 4

### Con La Fame di Camilla
- 2009 – La Fame di Camilla
- 2010 – Buio e luce
- 2012 – L'attesa

## Libri
- Domani e per sempre, Milano, La nave di Teseo, 2022, ISBN 978-88-34609-85-9.
- Le camelie invernali, Milano, La nave di Teseo, 2025, ISBN 978-8834621271.